# Eupilaria nigeriana
Eupilaria nigeriana är en tvåvingeart som beskrevs av Alexander 1972. Eupilaria nigeriana ingår i släktet Eupilaria och familjen småharkrankar.
Artens utbredningsområde är Nigeria. Inga underarter finns listade i Catalogue of Life.